# هؤلاء نحن
هؤلاء نحن (بالإنجليزية: This is Us)‏ هو مسلسل تلفزيوني أمريكي من إخراج دان فوجلمان، بُث لأول مرة على شبكة أن بي سي يوم 20 سبتمبر 2016.، حيث ضم العدبد من النجوم على غرار ميلو فينتميليا، ماندي مور، براون، كريسي ميتز، جاستن هارتلي، كريس سوليفان، رون سيفاس جونز وغيرهم.
يتناول المسلسل حياة أسرة معينة، وكيف تقضي جل أوقاتها اليومية في قالب درامي كوميدي مميز.
تلقى المسلسل مراجعات إيجابية منذ عرضه الأول، كما تلقى ترشيحات أفضل مسلسل تلفزيوني – دراما في 74 جوائز غولدن غلوب وأفضل مسلسل درامي في 7 جوائز النقاد، كما تم اختياره كأفضل برنامج تلفزيوني من قبل معهد الفيلم الأمريكي.

## ملخص المسلسل
تتبع السلسلة حياة الشقيقين كيت وكيفن حيث أن حياتهم تتشابك. في الواقع فكيت وكيفن كانا في الأصل جزءا من حمل ثلاثي، حيث أن والدتهما ولدتهما في حمام من بالضفادع بتاريخ 31 أغسطس 1980، بينما كان من المقرر ازديادهما بتاريخ 12 أكتوبر 1979.
الحلقات هي عبارة عن نسج قصص تجمع بين الماضي والحاضر، لكن معظم المشاهد كانت تجري رحاها في عام 1980، 1989-1995 وكذلك في الوقت الحاضر (2016-2017). مشاهد الفلاش باك تجري في بيتسبرغ، في حين أن المشاهد الحالية تجري ما بين كل من لوس أنجلوس، نيو جيرسي، ونيو يورك.
| الموسم | عدد الحلقات | بث لأول مرة    | بث لأخرة مرة | تصنيف نيلسن |
| ------ | ----------- | -------------- | ------------ | ----------- |
| 1      | 18          | 20 سبتمبر 2016 | 14 مارس 2017 | 6           |
| 2      | 18          | 26 سبتمبر 2017 | يُعرض حاليا   | لم يُحدد بعد |

## بطولة

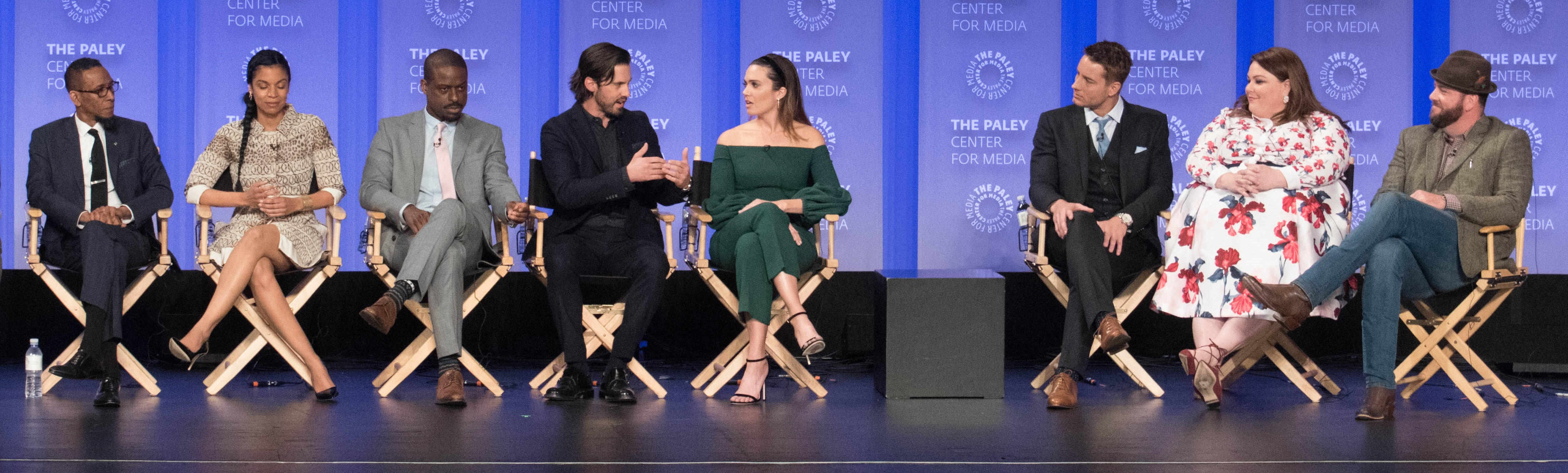
أعضاء فريق العمل الرئيسي (جونس، واتسون، ميلو، مور، هارتلي، ميتز، وسوليفان سنة 2017

- ميلو فينتميليا في دور جاك بيرسون: زوج ريبيكا كيت.
- ماندي مور في دور ريبيكا بيرسون: زوجة جاك
- ستيرلينغ ك. براون في دور راندال بيرسون: ابن كل من جاك وريبيكا.[ا]
- كريسي ميتز في دور كيت بيرسون: ابنة كل من ريبيكا وجاك، كما أنها شقيقة كيفن وراندال.[ب]
- جستن هارتلي في دور كيفن بيرسون: ابن كل من جاك وريبيكا. [ج]
- سوزان كيليشي واتسون في بيث بيرسون: زوجة راندال زوجة ووالدة تيس وآني.
- كريس سوليفان في دور توبي ديمون: خطيب كيت.
- رون سيفاس جونز في دور وليام (ويعرف أيضا باسم شكسبير): الأب البيولوجي لراندال.[د]

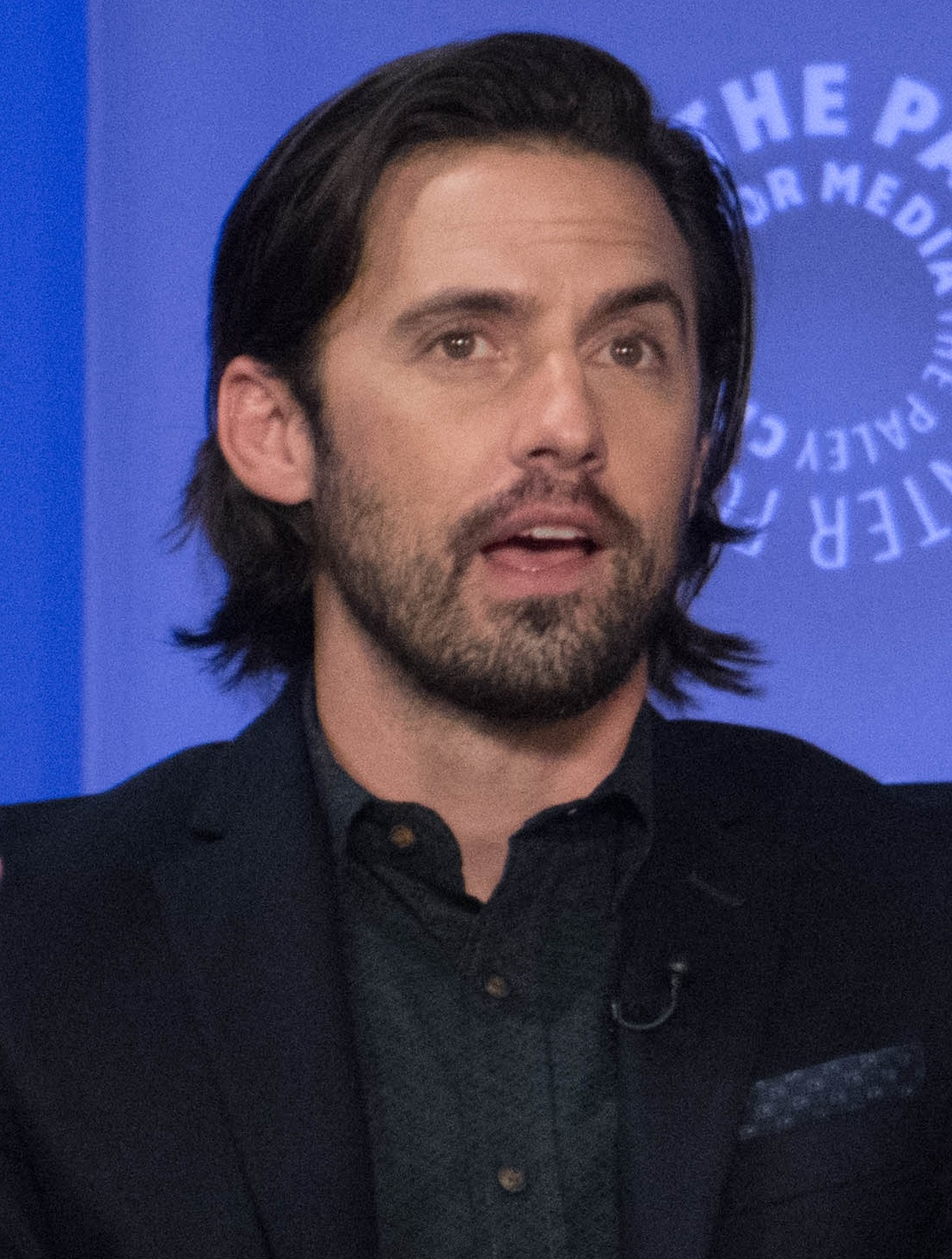
ميلو فينتميليا (جاك بيرسون)
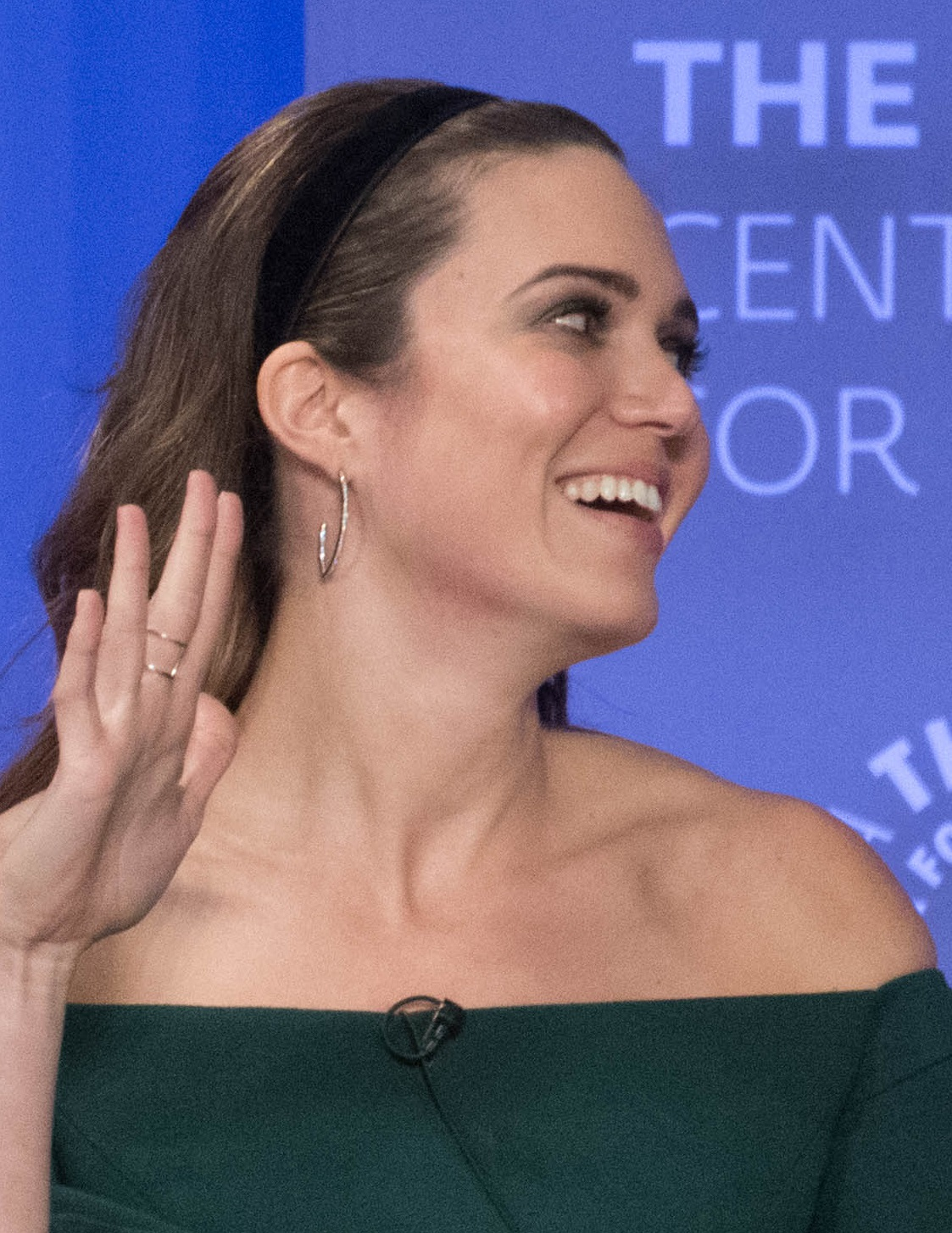
ماندي مور (ريبيكا بيرسون)
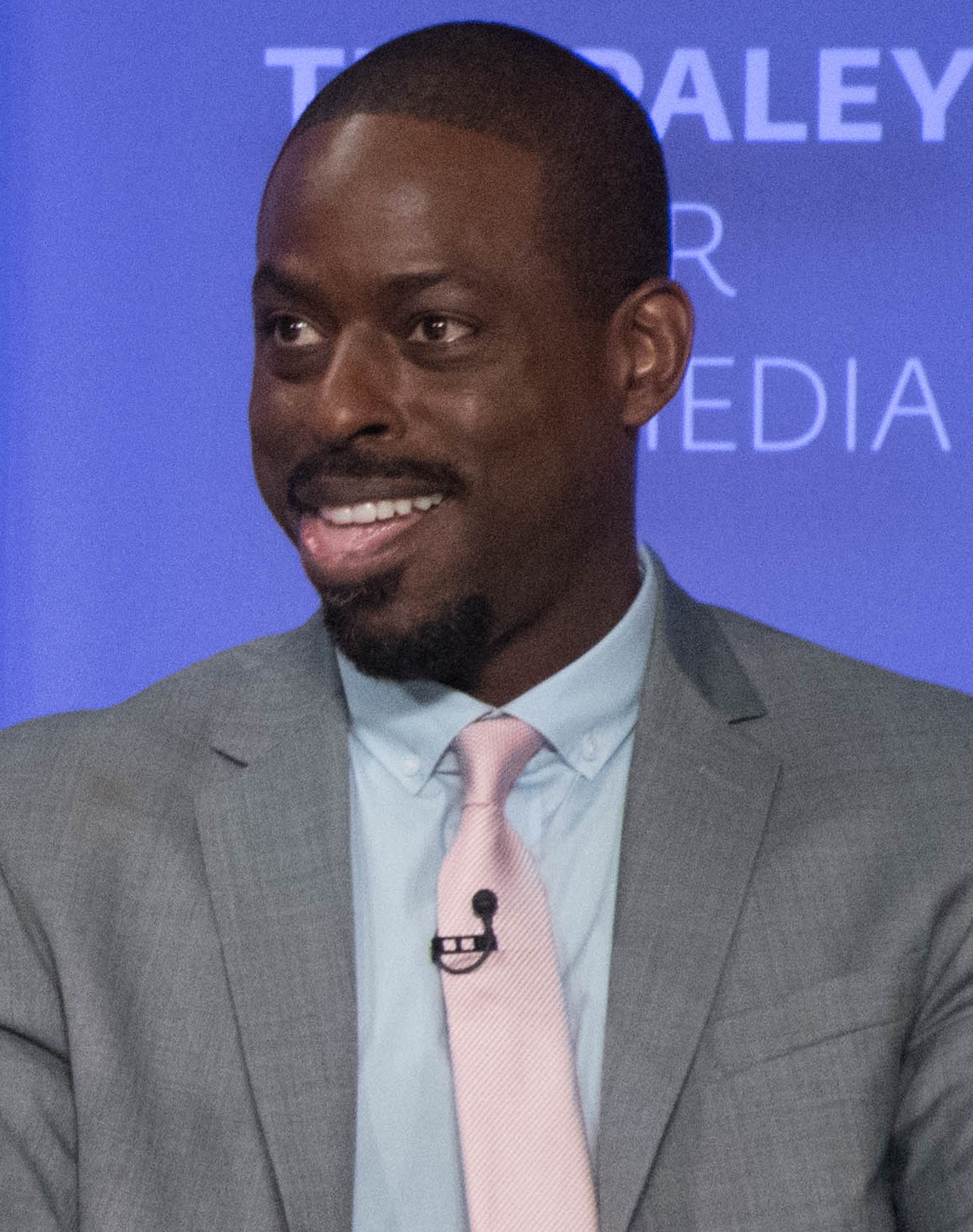
ستيرلينغ ك. براون (راندال بيرسون)
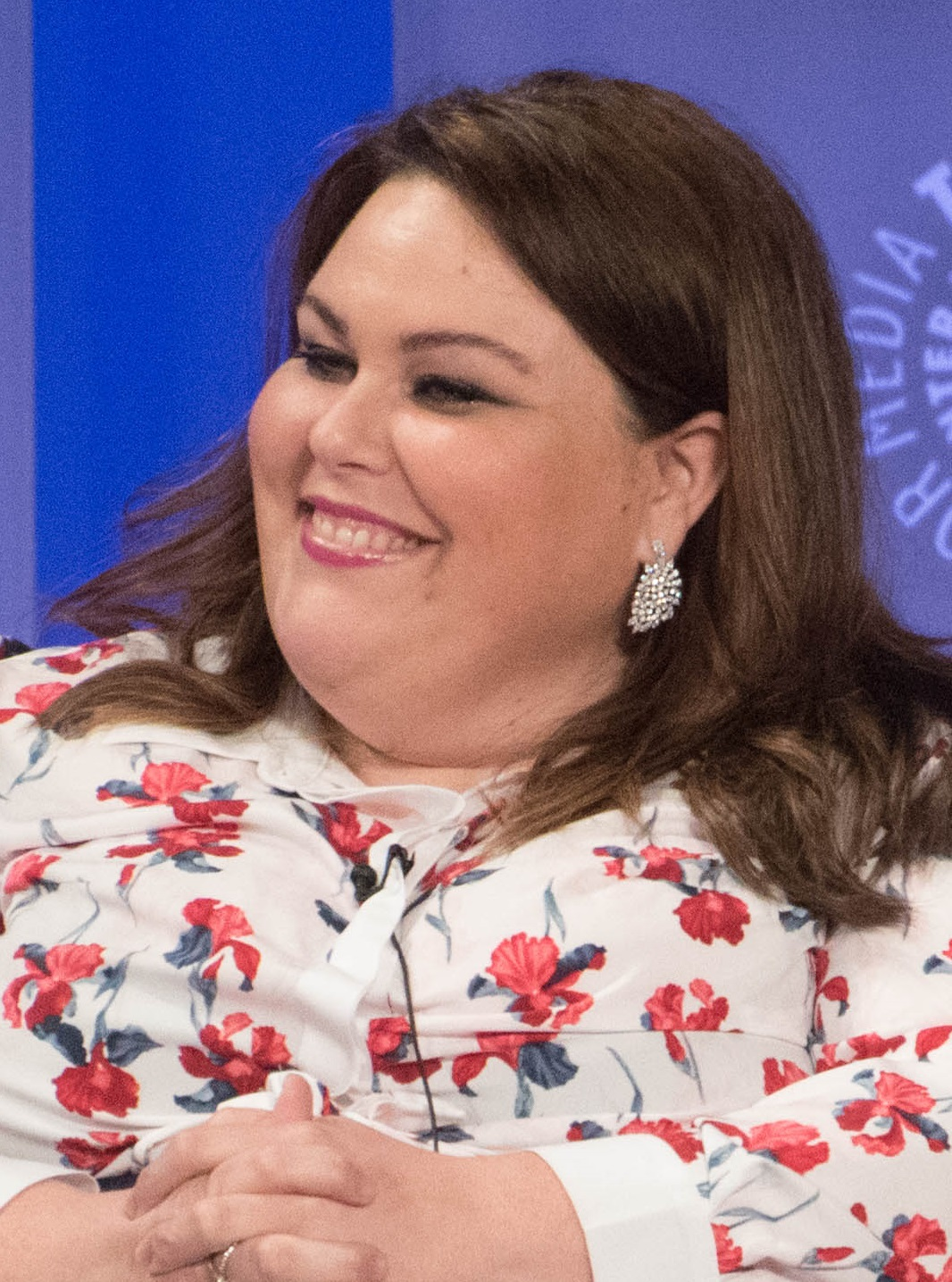
كريسي ميتز (كيت بيرسون)
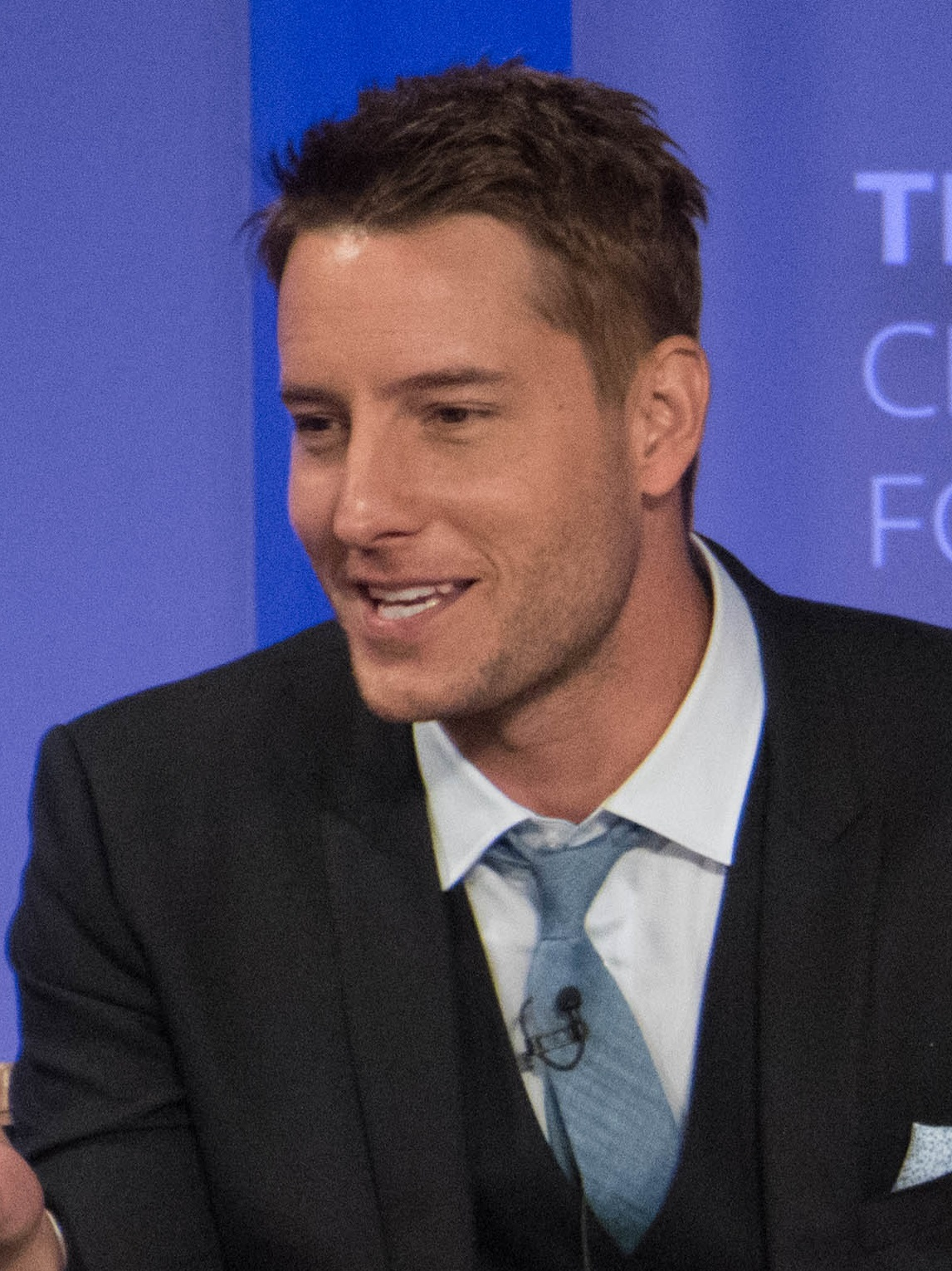
جستن هارتلي (كيفن بيرسون)
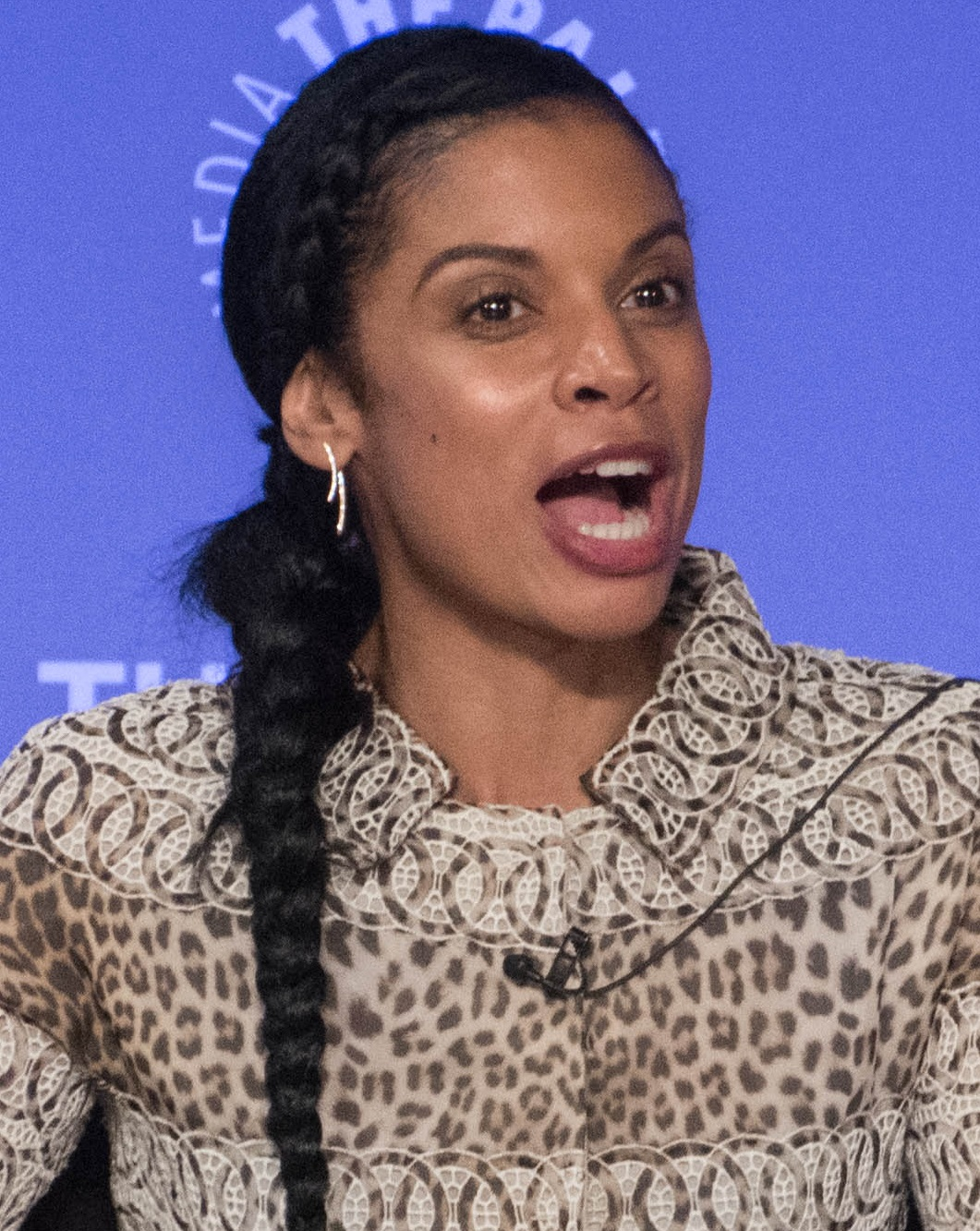
سوزان كيليشي واتسون (بيث بيرسون)
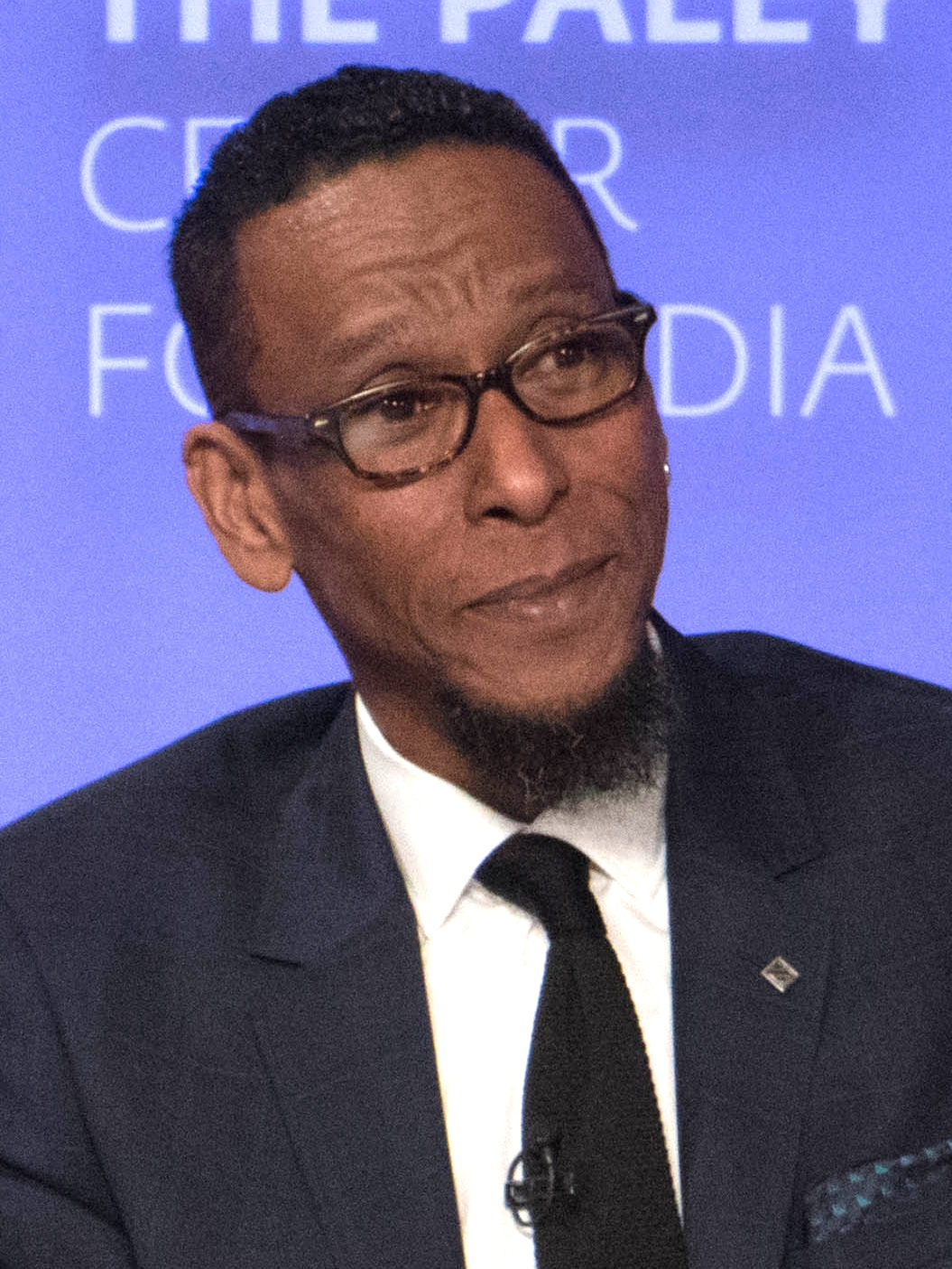
رون سيفاس جونز (ويليام)
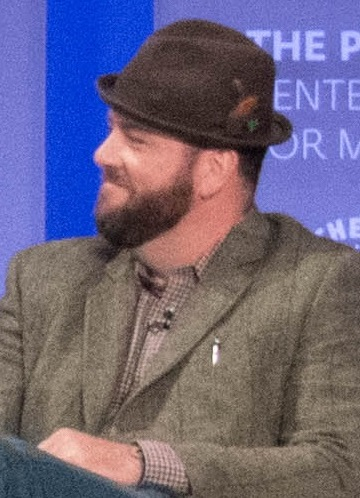
كريس سوليفان (توبي ديمون)
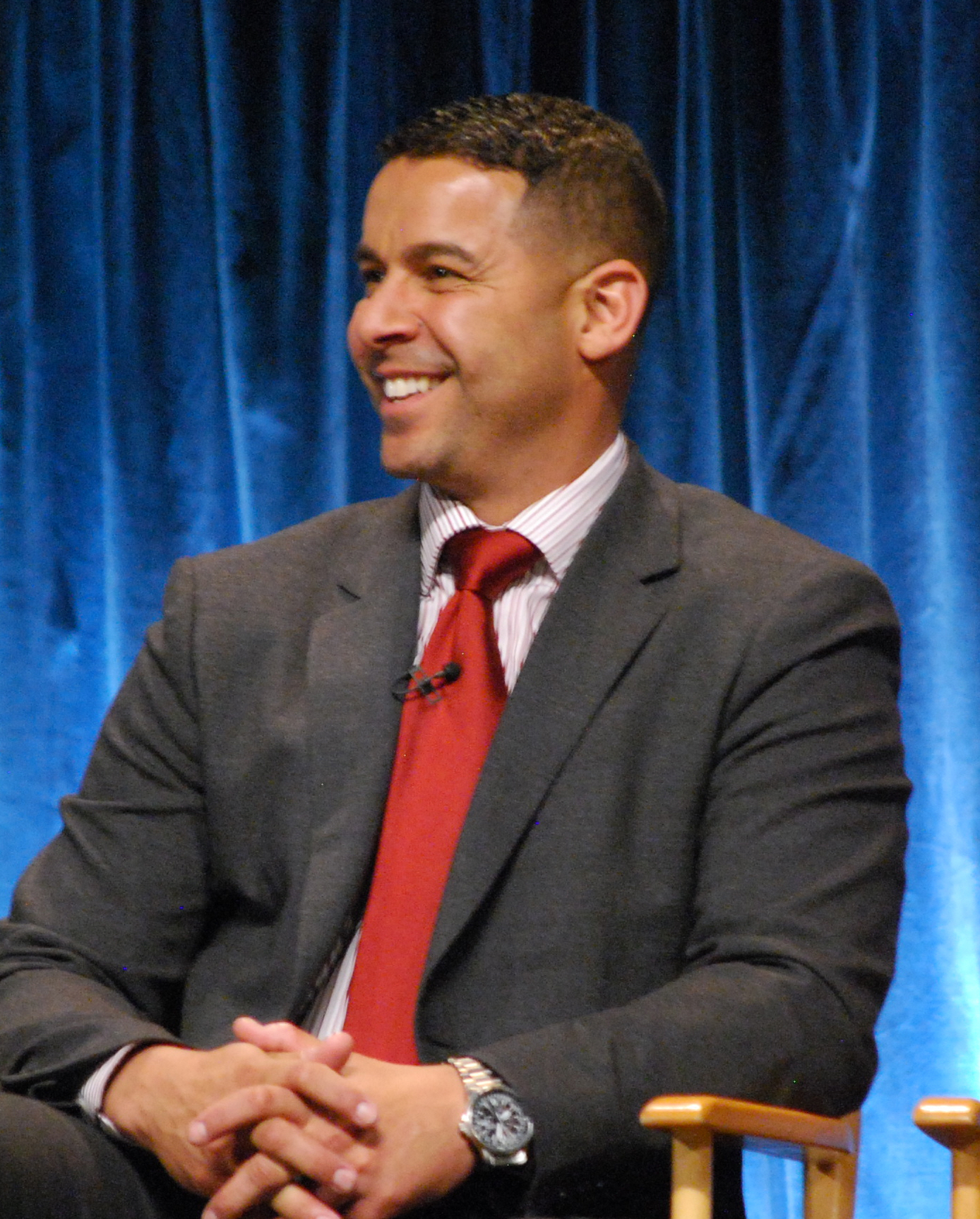
جون هوارتس (مايكل)
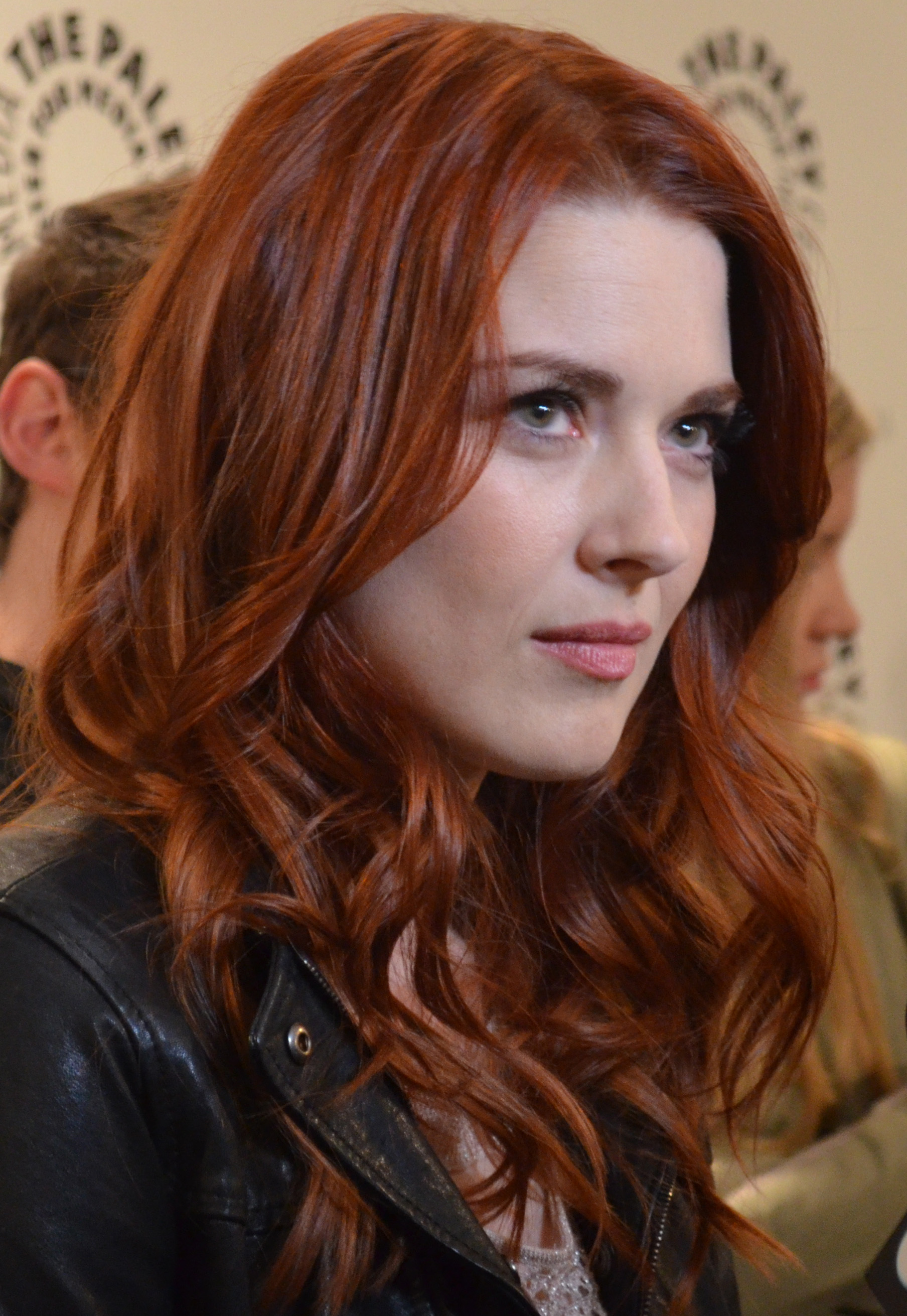
ألكسندرا (صوفي)

## الإصدار
حصل موقع هولو في مايو من سنة 2017 على حقوق بث الفيديو حسب الطلب، كما حصل نفس الموقع على حقوق بث الحلقات الماضية من هذه السلسلة على الهواء حصريا على هولو، بالإضافة إلى NBC.com وتطبيق NBC.

## نقد
حصل المسلسل على تقييم 89% في موقع الطماطم الفاسدة مع متوسط تقييم بلغ 7.7/10 بناء على 56 مراجعة. كما حصل المسلسل على نتيجة 76 من أصل 100 على ميتاكريتيك وذلك بناء على أساس 34 مراجعة ناقد.
قيمت إنترتينمنت ويكلي المسلسل بشكل إيجابي، حيث صنفت الحلقات الأولى منه ضمن تصنيف بي، كما أشادت بطاقم المسلسل خاصة ستيرلينغ ك. براون كونه استطاع تجسيد مشاهد مختلفة واتقل بسلاسة بين مشاهد الذكاء، الأصالة، والكاريزما".

## ترشيحات
| السنة | الجائزة                    | الصنف                       | المرشح            | النتيجة |
| ----- | -------------------------- | --------------------------- | ----------------- | ------- |
| 2017  | جائزة اختيار المراهقين     | أفضل مسلسل درامي            | هؤلاء نحن         | رُشِّح     |
| 2017  | جائزة اختيار المراهقين     | أفضل ممثل في مسلسل درامي    | ستيرلينغ ك. براون | رُشِّح     |
| 2017  | جائزة اختيار المراهقين     | أفضل ممثل في مسلسل درامي    | ميلو فينتميليا    | رُشِّح     |
| 2017  | جائزة اختيار المراهقين     | أفضل دور رجالي/نسائي        | كريسي ميتز        | رُشِّح     |
| 2017  | جائزة اختيار المراهقين     | أفضل مسلسل جديد على التلفزة | هؤلاء نحن         | رُشِّح     |
| 2017  | جائزة سيول الدولية للدراما | أفضل مسلسل                  | هؤلاء نحن         | فوز     |

## روابط خارجية
- هؤلاء نحن على موقع IMDb (الإنجليزية)
- هؤلاء نحن على موقع ميتاكريتيك (الإنجليزية)
- هؤلاء نحن على موقع روتن توميتوز (الإنجليزية)
- هؤلاء نحن على موقع نتفليكس (الإنجليزية)
- هؤلاء نحن على موقع أول موفي (الإنجليزية)
- هؤلاء نحن على موقع كينوبويسك (الروسية)
- هؤلاء نحن على موقع ألو سيني (الفرنسية)
- هؤلاء نحن على موقع قاعدة بيانات الفيلم (الإنجليزية)